# Sacrée Patrouille
Pour plus de détails, voir Fiche technique et Distribution.
Sacrée Patrouille (Dumb Patrol) est un court métrage d'animation américain de la série Looney Tunes, réalisé par Gerry Chiniquy et sorti en 1964.
Il met en scène Bugs Bunny, Sam le pirate et Porky Pig. 

## Synopsis
« En 1917, quelque part en France », un général français décide d'envoyer un volontaire combattre le fameux aviateur teuton, le baron Sam Von Sham. Le volontaire est tiré à la courte paille (d'un balai !), version « inversée » (c'est celui qui a le plus long brin qui « gagne »). Le sort désigne Porky Pig. Mais Bugs l'assomme et prend sa place. Pendant ce temps, « quelque part en Allemagne », le baron fulmine de ne recevoir que des Croix de fer. Après avoir eu quelques déboires avec son avion, Sam s'envole affronter Bugs mais s'écrase sur une falaise. Sam, en prenant un second avion, chute une deuxième fois après que Bugs ait réduit son avion en copeaux de bois. Bugs fait des acrobaties et sam, en voulant lui tirer dessus, met en miettes son troisième avion. Au quatrième avion, Sam chute en même temps qu'il lâche ses bombes. Au cinquième (un quadriplan armé d'une multitude de mitrailleuses), il disloque son avion en voulant le pousser au maximum, et meurt après avoir atteri dans un dêpot de munition dans sa chute. En voyant ce qu'est devenu Sam, Bugs s'exclame qu'il avait bien entendu parler de l'existence des Anges de l'enfer, mais qu'il n'avait jamais eu l'occasion d'en voir un. En effet, au plan suivant, nous voyons Sam transformé en diable monter au paradis.    

## Fiche technique
- Titre : Sacrée Patrouille
- Titre original : Dumb Patrol
- Réalisation : Gerry Chiniquy
- Scénario :  John W. Dunn
- Animation : Virgil Ross, Art Leonardi, Bob Matz, Lee Halpern  : animateur
- Décors : Tom O'Loughlin
- Layout : Robert Givens
- Montage : Treg Brown
- Musique originale : William Lava
- Production : David H. DePatie (non crédité)
- Société de production : Warner Bros. Cartoon Studios, DePatie-Freleng Enterprises
- Société de distribution : Warner Bros. Pictures
- Pays :  États-Unis
- Langue : anglais
- Genre : Animation, comédie et guerre
- Format : couleur (Technicolor) - 35 mm - 1,37:1 - Son mono
- Durée : 7 minutes
- Dates de sortie :
  - États-Unis : 18 janvier 1964
- France : ?

## Distribution (voix)

### Voix originales
- Mel Blanc : Bugs Bunny, Sam le pirate, Porky Pig, l'officier français et l'officier allemand

### Voix françaises[réf.nécessaire]
- Gérard Surugue : Bugs Bunny
- Patrick Préjean : Sam le pirate
- Patrick Guillemin : l'officier français
- Michel Vigné : l'officier allemand
- Bernard Métraux : narration en voix-off

## Musique
- Mademoiselle from Armentières
- There's a Long Long Trail A-Winding

Ces deux musiques sont des chansons populaires chantées durant la Première Guerre mondiale

## Sources d'inspiration
Le titre est un jeu de mots (« dumb » signifie « stupide » ou « stupéfait ») autant qu'une allusion au film The Dawn Patrol (La Patrouille de l'aube) réalisé en 1930 par Howard Hawks et traitant des combats aériens de la Première Guerre mondiale, notamment du « baron rouge » Manfred von Richthofen (Sam le pirate est roux). Le même titre a été utilisé par un précédent cartoon Looney Tunes en 1931, avec le personnage de Bosko. 
Les « Anges de l'enfer » font référence au film d'Howard Hughes Les Anges de l'enfer (1930), qui raconte aussi un combat d'aviateurs de la même période. Incidemment, Bugs a été aussi un symbole populaire du soutien à l'effort de guerre et une des mascottes de l'armée de l'air américaine durant la Seconde Guerre mondiale, de même qu'à cette période, les Hell's Angels (Anges de l'enfer) ont été une escadrille de bombardiers forteresses volantes B-17 (303rd Bombardment Group) particulièrement renommée pour ses grands exploits,.
Ce dessin animé commémore le cinquantième anniversaire de la Première Guerre mondiale.